# Bartok (gra)
Bartok (inaczej: mao) – gra karciana o zasadach podobnych do gry w makao. Gracze otrzymują równą liczbę kart. Celem gry jest pozbycie się wszystkich posiadanych kart. Zasady gry w bartoka są bardzo proste:
- Kolejną kartę należy dołożyć do koloru lub do wartości karty poprzedniej.

- Jeżeli gracz nie może dołożyć karty zgodnie z regułami, bierze jedną kartę ze stosu.

- Za każde dołożenie karty niezgodnie z zasadami, gracz musi za karę wziąć jedną kartę ze stosu.

- Nie wolno zadawać pytań. Za każde zadane pytanie gracz musi za karę wziąć jedną kartę ze stosu.

- Gracz, który wygrał, wymyśla nową zasadę, która obowiązuje we wszystkich następnych rozdaniach.